# Karschia nubigena
Espèce
Karschia nubigena est une espèce de solifuges de la famille des Karschiidae.

## Distribution
Cette espèce est endémique du Népal.

## Publication originale
- Lawrence, 1954 : Some Solifugae in the collection of the British Museum (Natural History). Proceedings of the Zoological Society of London, vol. 124, no 1, p. 111-124.